# (3296) Bosque Alegre
(3296) Bosque Alegre – planetoida z grupy pasa głównego asteroid okrążająca Słońce w ciągu 4 lat i 120 dni w średniej odległości 2,65 j.a. Została odkryta 30 września 1975 roku w Obserwatorium Féliksa Aguilara. Nazwa planetoidy pochodzi od nazwy Astrophysical Station of the Cordoba Astronomical Observatory w Argentynie, założonej w 1942 roku. Przed nadaniem nazwy planetoida nosiła oznaczenie tymczasowe (3296) 1975 SF.